# Leslie Lewis
Leslie Charles „Les” Lewis (ur. 24 grudnia 1924 w Egham, zm. 7 kwietnia 1986 w Gisborne w Nowej Zelandii) – brytyjski lekkoatleta, sprinter, mistrz Europy z 1950.

## Kariera
Odpadł w ćwierćfinale biegu na 400 metrów i w eliminacjach sztafety 4 × 400 metrów na igrzyskach olimpijskich w 1948 w Londynie (sztafeta brytyjska biegła w składzie: Lewis, Derek Pugh, Martin Pike i Bill Roberts).
Startując w reprezentacji Anglii zdobył trzy srebrne medale na igrzyskach Imperium Brytyjskiego w 1950 w Auckland: w biegu na 440 jardów, w sztafecie 4 × 110 jardów (w składzie: Brian Shenton, John Archer, Lewis i Nick Stacey) i w sztafecie 4 × 440 jardów (w składzie: Pugh, John Parlett, Lewis i Terence Higgins). Odpadł również w półfinale biegu na 100 jardów i w eliminacjach biegu na 220 jardów. 
Zwyciężył w sztafecie 4 × 400 metrów na mistrzostwach Europy w 1950 w Brukseli (skład brytyjskiej sztafety: Pike, Lewis, Angus Scott i Pugh), a w biegu na 400 metrów zajął 5. miejsce w finale.
Na igrzyskach olimpijskich w 1952 w Helsinkach odpadł w ćwierćfinale biegu na 400 metrów i zajął 5. miejsce w sztafecie 4 × 400 metrów (w składzie: Lewis, Alan Dick, Higgins i Stacey).
Był mistrzem Wielkiej Brytanii (AAA) w biegu na 440 jardów w 1950, wicemistrzem w 1949 i 1952 oraz brązowym medalistą na tym dystansie w 1951.
Rekord życiowy Lewisa w biegu na 400 metrów wynosił 47,8 s (24 lipca 1952 w Helsinkach), a na 440 jardów 48,0 s (11 lutego 1950 w Auckland).
W 1952 wyemigrował do Nowej Zelandii. Tam uprawiał farmę hodującą owoce cytrusowe. Zmarł w Nowej Zelandii w 1986.